# Tygodnik Polski (Warszawa)
Tygodnik Polski: chrześcijański tygodnik społeczno-kulturalny – tygodnik wydawany w Warszawie pod patronatem Stowarzyszenia i Unii Chrześcijańsko-Społecznej w latach 1982–1989.
Comiesięcznym dodatkiem do tygodnika było „Słowo i Myśl: pismo społeczno-kulturalne: przegląd ewangelicki”, wydawane przez Chrześcijańskie Stowarzyszenie Społeczne przy udziale działaczy Polskiego Towarzystwa Ewangelickiego.